# Городовые дворяне и дети боярские
Городовы́е дворя́не и де́ти боя́рские — в Русском государстве служилые люди, записывавшиеся на военную службу по городам (калужане, владимирцы, епифанцы и др.) и составлявшие областные дворянские конные сотни со своими головами и другими начальниками.
Они делились на статьи: выборные, дворовые и городовые. Первые составляли городовое дворянство, прочие были дети боярские.

## Подробнее
Все дворянство Русского государства подразделялось на:
- московское, то есть служившее по московскому списку и заносившееся в боярские книги и в боярские списки,
- городовое (калужан, новгородцев, суздальцев и т. д.), то есть служившее с городов в выборе или по дворовому (списки дворовых составлялись в Разрядном приказе) и городовому спискам и заносившееся в так называемые десятни[2].

Городовое дворянство расписывалось на военную службу по городам и составляло областные дворянские конные сотни со своими особыми сотенными головами, знаменщиками, нарядчиками и выборными окладчиками (местные корпорации, с круговым или выборным поручительством в деньгах и в службе). Дворянство подразделялось на выборных, дворовых и городовых; первые составляли собственно городовое дворянство, а последние — городовых детей боярских.
Городовое дворянство пробиралось в московское через среднее звено — жильцов; но бывали случаи, когда служившие по московскому списку писались правительством на службу «с городом»: это было уже серьезным понижением.